# Light Through the Veins
Light Through the Veins è un singolo del musicista britannico Jon Hopkins, pubblicato il 29 marzo 2009 come unico estratto dal terzo album in studio Insides.
Il brano è stato campionato dai Coldplay per i brani Life in Technicolor e The Escapist, entrambi presenti in Viva la vida or Death and All His Friends, album del quale Hopkins ha curato parte della produzione.

## Tracce
Musiche di Jon Hopkins.
12", download digitale
1. Light Through the Veins – 9:24
2. Light Through the Veins (David Holmes Remix) – 6:40
3. Light Through the Veins (Ewan Pearson's Downtown Lights Remix) – 14:35

CD promozionale (Regno Unito)
1. Light Through the Veins – 9:22
2. Light Through the Veins (Radio Edit) – 4:21
3. Light Through the Veins (David Holmes Remix) – 6:38
4. Light Through the Veins (Ewan Pearson's Downtown Lights Remix) – 14:35

## Formazione
- Jon Hopkins – campionatore, composizione
- Emma Smith – violino
- Vince Siprell – viola
- Leo Abrahams – chitarra elettrica, ghironda
- Lee Muddy Baker – batteria